# Chuck Schumer
Charles Ellis Schumer (Nueva York, 23 de noviembre de 1950) es un abogado y político estadounidense que se desempeñó como Líder de la Mayoría del Senado de 2021 a 2025. Miembro del Partido Demócrata, Schumer es el senador senior de los Estados Unidos por Nueva York, un escaño al que fue elegido por primera vez en 1998. Es el actual decano de la delegación congresal de Nueva York. Schumer es también el virtual Líder de la Mayoría del Senado para el 117.º Congreso de los Estados Unidos.
Nacido en Brooklyn y graduado del Harvard College y de la Facultad de Derecho de Harvard, Schumer fue miembro durante tres períodos de la Asamblea Estatal de Nueva York de 1975 a 1980. Schumer sirvió en la Cámara de Representantes de los Estados Unidos de 1981 a 1999, el primero en representar al 16° distrito congresional de Nueva York antes de ser reasignado al 10° distrito congresional en 1983 y al 9° distrito congresional diez años después. En 1998, Schumer fue elegido senador de los Estados Unidos después de derrotar al titular republicano de tres mandatos, Al D'Amato. Posteriormente fue reelegido en 2004 con el 71% de los votos, en 2010 con el 66% de los votos y en 2016 con el 70%.
Schumer fue presidente del Comité de Campaña Senatorial Demócrata de 2005 a 2009, tiempo durante el cual supervisó 14 victorias demócratas en el Senado en las elecciones de 2006 y 2008. Fue el tercer demócrata de mayor rango en el Senado, detrás del Líder de la Minoría del Senado, Harry Reid, y el Coordinador de la Minoría, Dick Durbin. Se desempeñó como vicepresidente de la Bancada Demócrata en el Senado de 2007 a 2017 y fue presidente del Comité Demócrata de Políticas Públicas del Senado de 2011 a 2017. Schumer ganó su cuarto mandato en el Senado en 2016 y luego fue elegido por unanimidad como líder demócrata para suceder a Harry Reid, quien se jubilaba.

## Juventud, estudios y carrera profesional
Chuck Schumer nació en Brooklyn, un borough de Nueva York. Sus padres son Selma y Abraham Schumer, y su familia practica la religión del judaísmo. Asistió a la James Madison High School en Brooklyn antes de empezar sus estudios en la Universidad de Harvard. Schumer estudió su Bachelor of Arts en Harvard y en la Escuela de Derecho de Harvard obtuvo su doctorado en jurisprudencia. Se graduó en 1974.
En lugar de trabajar como abogado, eligió trabajar en el gobierno, y se postuló para la posición de representante en la Asamblea Estatal de Nueva York en 1975 donde trabajó durante tres mandatos de 1975 a 1981. Después, se postuló para la posición de miembro de la Cámara de Representantes de los Estados Unidos cuando su predecesora Elizabeth Holtzman se convirtió en senadora. Schumer ganó y representó a los distritos de Brooklyn, que cambiaron durante su mandato, de 1981 a 1999.
Se postuló para el Senado en 1998 contra el titular Al D'Amato. Ganó, y ha sido senador desde 1999. En 2017 empezó a ser líder de la minoría en el Senado de los Estados Unidos del Partido Demócrata cuando Harry Reid se retiró al finalizar su periodo.
Schumer está casado con Iris Weinshall, quien es la jefa de operaciones de la Biblioteca Pública de Nueva York, y es padre de dos hijas. Ellos viven en Brooklyn.

## Posiciones Ideológicas
Se centra en los problemas de las personas de Nueva York. Por ejemplo, se centra en la economía y propugna ayudas para la agricultura. Tiene muchas ideas comunes con el Partido Demócrata: apoya la protección del medio ambiente, la Ley de Protección al Paciente y Cuidado de Salud Asequible, el Plan de Acción Conjunto y Completo sobre el programa nuclear de Irán, y la libre elección de tener un aborto. Apoya la reforma inmigratoria de los Estados Unidos. Schumer apoya activamente al Estado de Israel.

### Aborto
Schumer es pro elección, y NARAL Pro-Choice America le ha otorgado una calificación del 100 por ciento, aunque recibió algunas críticas por asistir a una gala en 2007 organizada por Efrat, una organización que busca reducir el aborto entre los judíos israelíes. Se expresó mucha preocupación por la elección de Trump para que la Corte Suprema sustituya a Anthony Kennedy, una posición que cree que probablemente intentaría derrocar a Roe contra Wade.

### Agricultura
En marzo de 2019, Schumer fue uno de los treinta y ocho senadores que firmaron una carta al Secretario de Agricultura de los Estados Unidos, Sonny Perdue, advirtiendo que los granjeros lecheros "han seguido enfrentándose a la inestabilidad del mercado y luchan por sobrevivir el cuarto año de precios bajos sostenidos" e instando a su departamento "alentó firmemente a estos agricultores a considerar el programa de Cobertura de Margen Lechero".

### Acusación de Clinton
Schumer votó sobre los cargos de destitución del presidente Bill Clinton en ambas cámaras del Congreso de los Estados Unidos. Schumer fue miembro de la Cámara de Representantes de los Estados Unidos (y miembro del Comité Judicial) durante una sesión de pato rengo del Congreso en diciembre de 1998, votó "no" en todos los cargos en comisión y en el piso de la Cámara. En enero de 1999, Schumer, como nuevo miembro electo del Senado, también votó "no culpable" en los dos cargos de juicio político.

### Problemas del consumidor
Schumer ha prestado atención legislativa a los problemas de los consumidores. Schumer aprobó una legislación que requería información de divulgación uniforme en la parte posterior de las solicitudes de tarjetas de crédito, notificando a los posibles titulares de tarjetas las tarifas anuales y las tasas de interés. Esta información estandarizada ahora se conoce como el "cuadro Schumer". El senador también ha presionado agresivamente para poner fin a la práctica según la cual a los clientes se les pueden cobrar dos tarifas de cajero automático, una vez por su propio banco y una vez por el banco que posee el cajero automático, si el cajero automático está fuera de la red de su banco personal.
Con la congresista Nita Lowey, Schumer ha estado trabajando para prohibir el bisfenol A, o BPA, que se encuentra a menudo en biberones y recipientes plásticos de alimentos para niños. El gobierno canadiense ya ha prohibido el uso de químicos en biberones y productos infantiles. Schumer también busca prohibir el uso de cadmio, un cancerígeno que se sabe que afecta el desarrollo del cerebro en los niños, en juguetes y en joyas para niños. Cuando las compañías comenzaron a vender guantes, píldoras, inhaladores, diuréticos, champús y otros productos durante el susto de la gripe porcina, Schumer instó a la Comisión Federal de Comercio (FTC) a abrir una investigación. Al final, la FTC avisó a diez compañías e identificó un total de 140 estafas.
Schumer ha sido un defensor de los créditos fiscales de matrícula universitaria, solicitando y aprobando un crédito fiscal de matrícula de $ 4,000 para estudiantes como parte de una serie de créditos fiscales y recortes aprobados para estimular la economía en la Ley de Reinversión y Recuperación de Estados Unidos de 2009 (ARRA, por sus siglas en inglés).
Recibió una "A" en la tarjeta de puntuación del Congreso más reciente (2008) del Drum Major Institute sobre temas de clase media.

### Pena de muerte
En 2013, Schumer dijo que la pena de muerte sería "apropiada" en el caso de Dzhokhar Tsarnaev, el autor del atentado de la maratón de Boston. "La ley federal permite la pena de muerte", "Escribí la ley en 1994 cuando era jefe del subcomité de delitos en la Cámara. Este es justo el tipo de caso al que debe aplicarse ".
"Dados los hechos que he visto, sería apropiado usar la pena de muerte en este caso", dijo.